# Ангелос Агапитос
Ангелос Агапитос (на гръцки: Άγγελος Αγαπητός) е гръцки военен, революционер и политик.

## Биография
Роден е на 11 януари 1894 година в македонското халкидическо градче Ормилия, тогава в Османската империя. Той е второто дете на земевладелеца Димитриос Агапитос, управител на голям манастирски имот в Ситония. Ангелос прекарва детството си в родното си градче, където завършва начално училище в 1904 година. След това заминава да учи в търговския лицей „Стефанос Нукас“ в Солун. След осем години обучение Ангелос Агапитос завършва търговския лицей и започва работа като счетоводител.
В началото на 1914 година Агапитос се присъединява към гръцката армия. След шест месеца е повишен в сержант и е под командването на Георгиос Кондилис. При излизането на Гърция от Първата световна война, Агапитос служи под командването на капитан Папастаматиос и е високо ценен офицер. По това Папастаматиос и Кондилис се присъединяват към Триумвирата, Временното правителство за национална защита, където се присъединява и Агапитос като подофицер. През декември 1917 г. Агапитос е повишен в чин лейтенант.
През май 1919 г. Агапитос е сред първите, които слизат с гръцката армия в Мала Азия. В началото на следващата година е лейтенант и поема командването на III батерия.
Агапитос е избран за депутат от Халкидики на изборите от 16 декември 1923 година. По време на мандата си работи за приемане и настаняване на хиляди бежанци, които пристигат в Халкидики. На следващите избори не е преизбран и се завръща в родното си градче, където се занимава със селско стопанство.